# 民主党 (セルビア)
民主党（みんしゅとう、セルビア語: Демократска странка または Demokratska stranka、略称：ДС または DS）は、セルビア共和国の政党。社会民主主義を掲げる親EUの中道左派政党。

## 歴史

### 結成から第二次世界大戦まで
1919年にセルビア、クロアチア、スロベニアの自由主義者が合同してサラエヴォで創設。当初は セルビア・クロアチア・スロベニア民主国家党 という名称だった。ベオグラード市長のリュボミル・ダヴィドヴィッチを首相として輩出したが、内紛によって現在のセルビア、モンテネグロ、マケドニアに活動範囲が限定されてしまった。1929年、国王アレクサンダル1世が憲法を停止しユーゴスラビア王国を宣言すると下野した。
第二次世界大戦においては民主党の指導部はイギリスに亡命していた。ユーゴスラビア国内に残ったメンバーにはナチス・ドイツはじめ枢軸国へのレジスタンス運動を展開したチェトニックやパルチザンに加わる者もいた。しかし戦後、ヨシップ・ブロズ・チトー率いる共産党がユーゴスラビアの政権を掌握すると、民主党は禁止された。

### 党の再建
1989年、東欧革命の余波を受けてユーゴスラビアでも複数政党制導入の動きが強まるなかで、民主党も再建された。再結成に加わったメンバーは知識人が中心で、ゾラン・ジンジッチやヴォイスラヴ・コシュトニツァがいた。1990年のセルビア共和国初の複数政党制に基づく議会選挙では、セルビア大統領スロボダン・ミロシェヴィッチ率いる与党・セルビア社会党に有利な小選挙区制のなかで民主党は250議席のうち7議席を獲得した。1992年の議会選挙でも6議席に留まった。その後、民族主義を強めていたコシュトニツァが離党し、新党・セルビア民主党を結成した。
比例代表制が導入された1993年の議会選挙では29議席に伸ばしたが、セルビア社会党、セルビア民主運動、セルビア急進党の後塵を拝した。翌1994年、ジンジッチが党首となった。

### ジンジッチ党首時代
ジンジッチはユーゴスラビア紛争のあおりでセルビア国内で民族主義が高まるなか、民主党を維持し続けたが大きな勢力にすることはできなかった。1996年から1997年にかけて、権威主義的な傾向を強めていたミロシェヴィッチ政権に対する大規模な抗議行動が起こった後、ジンジッチが第二次世界大戦後初の非共産系のベオグラード市長となった。このときは政敵であったヴク・ドラシュコヴィッチのセルビア再生運動、ヴェスナ・ペシッチのセルビア市民同盟と連合を組んだが、内紛により4ヶ月で瓦解した。1997年の議会選挙はボイコットした。
1999年、コソボ紛争においてNATOによるセルビアへの空爆が行われているなか、ジンジッチは避難のため一時モンテネグロへ逃れた。ジンジッチが当時のアメリカ合衆国大統領ビル・クリントンと握手する写真は、ジンジッチと民主党の親欧米的・国際的な穏健民主派としてのイメージを強くアピールするものだったが、国内の民族主義者からはジンジッチと民主党は売国奴だという批判を集めた。ジンジッチはセルビアに帰国後、国家の安全を損なったとして逮捕された。
2000年にミロシェヴィッチ政権が街頭デモにより打倒される（ブルドーザー革命）と、同年の議会選挙で民主党などによるセルビア民主野党連合が第1勢力として過半数の176議席を獲得（うち民主党は45議席）、ジンジッチがセルビアの首相となった。また、コシュトニツァがユーゴスラビア連邦の大統領となった。
2003年、ジンジッチ首相はベオグラードにて暗殺された。
ジンジッチの暗殺を受けて、後任の党首となったのはボリス・タディッチだった。民主党はジンジッチ暗殺後の国民議会の選挙では37議席にとどまったが、タディッチは翌2004年の大統領選挙に勝利した。

## 現況
2007年には国民議会の選挙で大きく前進して64議席を獲得し、翌2008年の大統領選挙ではタディッチを再選させた。同年の議会選挙では親欧米派の中道右派政党であるG17プラスやセルビア再生運動、地域政党などと政党連合「ヨーロッパ・セルビアのために」を組んで議席をさらに伸ばし、連合全体で102議席を獲得した。選挙後、ミロシェヴィッチ亡き後のセルビア社会党らと福祉政策などで合意し連立政権を樹立した。その後2012年の総選挙で野党に転落した。
前述のとおり、自由主義から出発した政党だが、現在は社会民主主義政党の国際組織である社会主義インターナショナルおよび欧州社会党に加盟しており、穏健民主派かつ国際協調を重視する中道左派としての色を鮮明にしている。